# Tecnica a fondo bianco

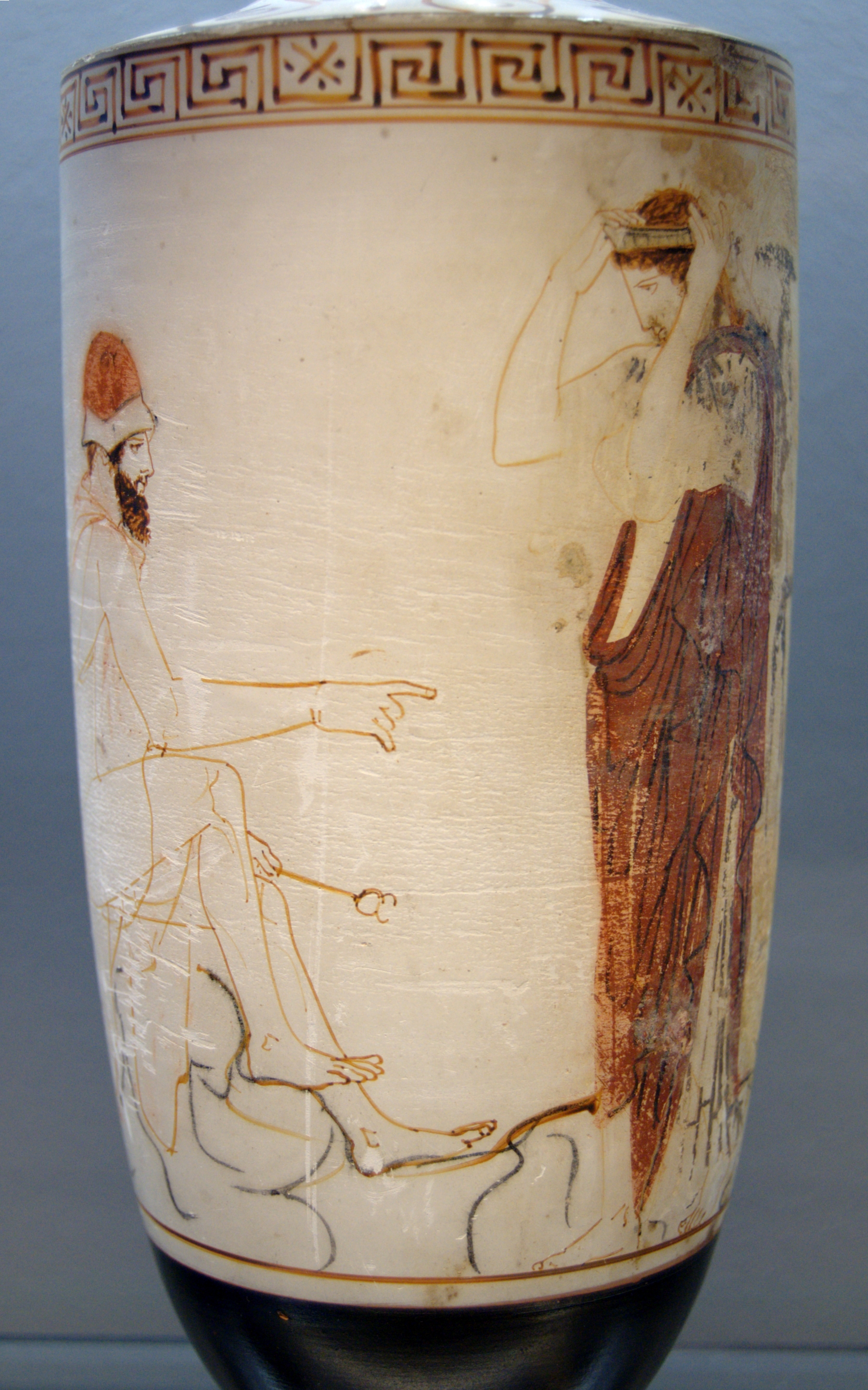
Pittore della phiale, lekythos a figure rosse e fondo bianco, Staatliche Antikensammlungen 2797.

L'espressione tecnica a fondo bianco per convenzione si riferisce propriamente ad una tipologia di decorazione ceramografica nata ad Atene durante il secondo quarto del V secolo a.C. e utilizzata fino alla fine dello stesso secolo prevalentemente nella produzione di piccoli unguentari o lekythoi a scopo funerario. Benché un ingubbio bianco, privo di ossidi di ferro, venisse utilizzato in altre produzioni e classi ceramiche come in quelle greco-orientale, cicladica e laconica, solo ad Atene questa tecnica diede luogo per sé stessa ad uno stile autonomo e compiuto che si pone al fianco dei due stili principali a figure nere e a figure rosse.

## Le origini
Un primo utilizzo del fondo bianco si ebbe, nel periodo delle figure nere, sul kantharos (Museo archeologico nazionale di Atene, Acropolis 611) di Nearchos, datato 570 a.C. circa e sul suo ariballo del Metropolitan Museum of Art di New York, probabilmente come imitazione della tecnica corinzia. La tecnica introdotta da Nearchos non fu ripresa, se non sporadicamente, dai suoi contemporanei, ma ritornò ad essere impiegata in uno dei momenti più sperimentali nella ceramica attica, quello che vide il passaggio dalle figure nere alla nuova tecnica a figure rosse. Il fondo bianco venne utilizzato nella bottega di Nikosthenes, dal Pittore di Andocide, da Psiax e da altri pittori a figure nere fino ai primi del V secolo a.C.

## Il V secolo a.C.
Nel periodo arcaico delle figure rosse erano frequenti le kylikes con il fondo bianco nel tondo interno e le figure rosse per la decorazione esterna, ma uno stile vero e proprio nacque solo nel secondo quarto del V secolo a.C. quando il fondo bianco venne a formare una nuova tecnica insieme al disegno a contorno, quest'ultimo non più realizzato con la netta e precisa linea a rilievo tipica delle prime figure rosse, ma tramite una pittura molto diluita; inoltre un maggiore spazio era riservato alle zone colorate in rosso mattone, porpora e giallo, dando vita ad uno stile particolarmente pittorico, probabilmente influenzato dalla pittura murale contemporanea. All'inizio la nuova tecnica venne impiegata sulle coppe, sulle pyxides e sugli alabastra (da ricordare in questo ambito il Pittore di Pistosseno e il Pittore di Pentesilea), ma dalla metà del secolo la forma comune per questa decorazione delicata e di difficile conservazione divenne la lekythos a scopo funerario dove era possibile, grazie alla limitata manipolazione di tali oggetti, usare i colori opachi poco stabili, poiché aggiunti dopo la cottura, come il rosa e il blu, e l'ingubbio bianco, privo di ossidi di ferro, tipicamente friabile. Normalmente l'ingubbiatura bianca ricopriva solo le parti del vaso che avrebbero ricevuto le decorazioni, ossia il corpo e la spalla, mentre il labbro, il collo e le parti inferiori del corpo erano ricoperti di nero. La diffusione delle lekythoi a fondo bianco per i riti funerari è limitata ad Atene e all'Attica con una eccezione per l'Eubea, che ha restituito numerosi esemplari databili anteriormente al colpo di Stato del 411 a.C.
Il ceramografo che definì lo standard per le lekythoi funerarie a fondo bianco fu il Pittore di Achille, nel terzo quarto del secolo. Due o tre figure riempivano i campi alti e stretti delle lekythoi; i soggetti più comuni erano donne con le proprie cameriere, l'addio del soldato alla moglie, la visita alla tomba ove spesso compariva il defunto e più tardi scene dal mondo dei morti con Caronte e Hermes. Sul finire del secolo si aggiunsero alla gamma dei colori il verde e il malva; i numerosi seguaci del Pittore di Achille si specializzarono nella tecnica separandosi dagli altri pittori a figure rosse senza riuscire tuttavia a impedire il declino e la fine dello stile, nel momento in cui tornarono ad essere frequenti le stele funerarie. Queste ultime avevano subito un periodo di declino, sostituite da segnacoli tombali marmorei in forma di lekythos che recavano, come le stele, figurazioni a rilievo o solo dipinte. Con la diffusione di queste lekythoi marmoree si spiega il piccolo gruppo di lekythoi giganti in ceramica (due trovate a Ampelokipoi, antica Alopeke, e conservate a Berlino) prive di fondo e caratterizzate inoltre da una decorazione che si allontana dalla ceramografia contemporanea: le figure non sono disegnate a contorno su fondo bianco, ma costituite da colore aggiunto, un secondo bianco per le pelli femminili e un marrone per le pelli maschili. Su queste ultime si rintracciano segni di ombreggiatura interna, priva di lumeggiature chiare, che sembrano collegarsi alle innovazioni introdotte nella pittura parietale dello stesso periodo (ultimo decennio del V secolo a.C. o poco dopo) e attribuite dalle fonti letterarie a Zeusi e ad Apollodoro.
Tra i pittori di lekythoi a fondo bianco ancora collegati all'officina del Pittore di Achille occorre ricordare, oltre al Pittore della phiale, il Pittore di Thanatos e il Pittore di Monaco 2335. Della generazione successiva, ormai specializzata nella produzione delle lekytoi funerarie a fondo bianco, fanno parte il Pittore della donna, il Pittore del canneto e il suo gruppo (Gruppo R).